# Tilapia louka
Tilapia louka és una espècie de peix de la família dels cíclids i de l'ordre dels perciformes.

## Morfologia
Els mascles poden assolir els 25 cm de longitud total.

## Distribució geogràfica
Es troba a Àfrica: des de Guinea Bissau (riu Corubal) fins a Libèria (riu Loffa).